# Lance Kendricks
Lance Kendricks (Milwaukee, 30 gennaio 1988) è un giocatore di football americano statunitense che gioca nel ruolo di tight end per i New England Patriots della National Football League (NFL). Fu scelto nel corso del secondo giro (47º assoluto) del Draft NFL 2011 dai St. Louis Rams. Al college ha giocato a football all'Università del Wisconsin-Madison venendo premiato come All-American.

## Carriera professionistica

### St. Louis Rams
Kendricks fu scelto dai St. Louis Rams nel corso del secondo giro del Draft 2011. Nella sua stagione da rookie disputò 15 gare. 10 delle quali come titolare, ricevendo 352 yard. Il suo primo touchdown lo segnò nella settimana 5 della stagione 2012 contro gli Arizona Cardinals. La sua seconda stagione si concluse con 519 yard ricevute e 4 touchdown.
Kendricks segnò il primo touchdown della stagione 2013 nella settimana 4 contro i San Francisco 49ers, il secondo la settimana successiva nella vittoria sui Jacksonville Jaguars e per la terza settimana consecutiva contro gli Houston Texans.

### Green Bay Packers
L'11 marzo 2017, Kendricks firmò un contratto biennale con i Green Bay Packers.

### New England Patriots
Il 24 luglio 2019 Kendricks firmò con i New England Patriots, saltando la prima gara della stagione dopo la squalifica per sostanze dopanti.

## Statistiche
| Partite totali      | 93    |
| Partite da titolare | 79    |
| Yard ricevute       | 2.132 |
| Touchdown           | 17    |

Statistiche aggiornate alla stagione 2016